# Giải vô địch cờ vua Việt Nam
Giải vô địch cờ vua Việt Nam là giải đấu cờ vua cá nhân cấp cao nhất ở Việt Nam. Giải được tổ chức thường niên. Nhà vô địch giải là nhà vô địch quốc gia.

## Lịch sử
Giải vô địch cờ vua quốc gia lần đầu tiên được tổ chức ở Hà Nội vào cuối năm 1980. Ban đầu giải chỉ dành cho nam, không có nội dung nữ. Năm 1983 giải nữ lần đầu tiên được tổ chức. Từ đó đến nay, giải đấu được tổ chức hàng năm, trừ năm 1989. Năm đó do tổ chức Đại hội Thể dục Thể thao toàn quốc nên không có giải vô địch quốc gia, các kỳ thủ tham dự nội dung cờ vua nằm trong Đại hội.

## Thể thức
Các kỳ thủ dự giải là những kỳ thủ giành thứ hạng cao ở Giải vô địch cờ vua đồng đội Việt Nam, cùng các kỳ thủ thỏa một số tiêu chí khác (như từ giải đấu thủ mạnh, giải trẻ, kỳ thủ địa phương...). Các kỳ thủ giành thứ hạng cao ở giải này sẽ được quyền tham dự Giải cờ vua đấu thủ mạnh, thường được tổ chức sau đó trong năm. Những kỳ thủ xếp đầu sẽ được xét chọn vào đội tuyển quốc gia.
Trong những năm trước, giải đấu chia thành hai giai đoạn: giai đoạn một gồm 9 hoặc 11 ván đấu theo hệ Thụy Sĩ, giai đoạn hai những kỳ thủ dẫn đầu giai đoạn một thi đấu loại trực tiếp tìm ra nhà vô địch. Trong những năm gần đây, giải vô địch gồm cả các nội dung nhanh chớp. Vì vậy thể thức giải đấu tiêu chuẩn chỉ còn một giai đoạn: 11 ván hoặc hiện tại là 9 ván cờ tiêu chuẩn hệ Thụy Sĩ.

## Các nhà vô địch
| Năm  | Địa điểm        | Nam                                       | Nữ                                        | Thể thức                                |
| ---- | --------------- | ----------------------------------------- | ----------------------------------------- | --------------------------------------- |
| 1980 | Hà Nội          | Lưu Đức Hải (Hà Nội)                      | Không tổ chức                             |                                         |
| 1981 |                 | Đặng Tất Thắng (Hà Nội)                   | Không tổ chức                             |                                         |
| 1982 |                 | Đặng Vũ Dũng (Hà Nội)                     | Không tổ chức                             |                                         |
| 1983 |                 | Đặng Tất Thắng (Hà Nội) (2)               | Phạm Thị Hòa (Hà Nội)                     |                                         |
| 1984 | Đồng Nai        | Đặng Tất Thắng (Hà Nội) (3)               | Lê Thị Phương Ngọc (TP Hồ Chí Minh)       |                                         |
| 1985 |                 | Đặng Vũ Dũng (Hà Nội) (2)                 | Lê Thị Phương Ngọc (TP Hồ Chí Minh) (2)   |                                         |
| 1986 | Huế             | Từ Hoàng Thông (TP Hồ Chí Minh)           | Ngô Huyền Châu (TP Hồ Chí Minh)           |                                         |
| 1987 |                 | Từ Hoàng Thông (TP Hồ Chí Minh) (2)       | Phạm Ngọc Thanh (Quảng Ninh)              |                                         |
| 1988 |                 | Hồ Văn Huỳnh (Hậu Giang)                  | Ngô Huyền Châu (TP Hồ Chí Minh) (2)       |                                         |
| 1989 | Không tổ chức   | Không tổ chức                             | Không tổ chức                             |                                         |
| 1990 |                 | Hồ Văn Huỳnh (Hậu Giang) (2)              | Phạm Ngọc Thanh (Quảng Ninh) (2)          |                                         |
| 1991 |                 | Từ Hoàng Thông (TP Hồ Chí Minh) (3)       | Khương Thị Hồng Nhung (Đồng Tháp)         |                                         |
| 1992 | Huế             | Đào Thiên Hải (Đồng Tháp)                 | Phan Huỳnh Băng Ngân (Cần Thơ)            |                                         |
| 1993 |                 | Nguyễn Anh Dũng (Quảng Ninh)              | Nguyễn Thị Thuận Hóa (Thừa Thiên Huế)     |                                         |
| 1994 |                 | Tô Quốc Khanh (Đồng Tháp)                 | Hoàng Mỹ Thu Giang (Đồng Nai)             |                                         |
| 1995 |                 | Nguyễn Anh Dũng (Quảng Ninh) (2)          | Mai Thị Thanh Hương (TP Hồ Chí Minh)      |                                         |
| 1996 |                 | Từ Hoàng Thái (TP Hồ Chí Minh)            | Trần Thị Kim Loan (Hải Phòng)             |                                         |
| 1997 |                 | Nguyễn Anh Dũng (Quảng Ninh) (3)          | Nguyễn Thị Thuận Hóa (Thừa Thiên Huế) (2) |                                         |
| 1998 |                 | Từ Hoàng Thông (TP Hồ Chí Minh) (4)       | Lê Kiều Thiên Kim (TP Hồ Chí Minh)        |                                         |
| 1999 |                 | Đào Thiên Hải (Đồng Tháp) (2)             | Lê Thị Phương Liên (Cần Thơ)              |                                         |
| 2000 |                 | Từ Hoàng Thái (TP Hồ Chí Minh) (2)        | Võ Hồng Phượng (Cần Thơ)                  |                                         |
| 2001 | Cần Thơ         | Đào Thiên Hải (Đồng Tháp) (3)             | Nguyễn Thị Thanh An (TP Hồ Chí Minh)      |                                         |
| 2002 | Vũng Tàu        | Đào Thiên Hải (Đồng Tháp) (4)             | Lê Kiều Thiên Kim (TP Hồ Chí Minh) (2)    | 11 ván Thụy Sĩ / top bốn loại trực tiếp |
| 2003 | Đồng Tháp       | Bùi Vinh (Hà Nội)                         | Nguyễn Thị Thanh An (TP Hồ Chí Minh) (2)  | 11 ván Thụy Sĩ / top bốn loại trực tiếp |
| 2004 | Đà Lạt          | Đào Thiên Hải (Đồng Tháp) (5)             | Hoàng Xuân Thanh Khiết (Thừa Thiên Huế)   | 11 ván Thụy Sĩ / top bốn loại trực tiếp |
| 2005 | Huế             | Nguyễn Anh Dũng (Quảng Ninh) (4)          | Nguyễn Thị Thanh An (TP Hồ Chí Minh) (3)  | 9 ván Thụy Sĩ / top bốn loại trực tiếp  |
| 2006 | Đồng Tháp       | Nguyễn Anh Dũng (Quảng Ninh) (5)          | Lê Kiều Thiên Kim (TP Hồ Chí Minh) (3)    | 11 ván Thụy Sĩ / top bốn loại trực tiếp |
| 2007 | Huế             | Lê Quang Liêm (TP Hồ Chí Minh)            | Lê Kiều Thiên Kim (TP Hồ Chí Minh) (4)    | 9 ván Thụy Sĩ / top bốn loại trực tiếp  |
| 2008 | Đà Lạt          | Nguyễn Văn Huy (Bắc Ninh)                 | Phạm Lê Thảo Nguyên (Cần Thơ)             | 9 ván Thụy Sĩ / top bốn loại trực tiếp  |
| 2009 | Hà Nội          | Bùi Vinh (Hà Nội) (2)                     | Lê Thanh Tú (Ninh Bình)                   | 9 ván Thụy Sĩ / top bốn loại trực tiếp  |
| 2010 | TP Hồ Chí Minh  | Lê Quang Liêm (Thành phố Hồ Chí Minh) (2) | Hoàng Thị Bảo Trâm (Thừa Thiên - Huế)     | 9 ván Thụy Sĩ / top bốn loại trực tiếp  |
| 2011 | Đà Lạt          | Đào Thiên Hải (Thành phố Hồ Chí Minh) (6) | Nguyễn Thị Mai Hưng (Bắc Giang)           | 9 ván Thụy Sĩ / top bốn loại trực tiếp  |
| 2012 | Cần Thơ         | Nguyễn Đức Hòa (Cần Thơ)                  | Phạm Lê Thảo Nguyên (Cần Thơ) (2)         | 9 ván Thụy Sĩ / top tám loại trực tiếp  |
| 2013 | TP Hồ Chí Minh  | Nguyễn Đức Hòa (Kiên Giang) (2)           | Nguyễn Thị Mai Hưng (Bắc Giang) (2)       | 7 ván Thụy Sĩ / top tám loại trực tiếp  |
| 2014 | Đà Lạt          | Nguyễn Đức Hòa (Kiên Giang) (3)           | Hoàng Thị Như Ý (Bắc Giang)               | 11 ván hệ Thụy Sĩ                       |
| 2015 | TP Hồ Chí Minh  | Nguyễn Văn Huy (Hà Nội) (2)               | Hoàng Thị Bảo Trâm (Hà Nội) (2)           | 11 ván hệ Thụy Sĩ                       |
| 2016 | Huế             | Nguyễn Anh Khôi (TP Hồ Chí Minh)          | Hoàng Thị Bảo Trâm (TP Hồ Chí Minh) (3)   | 9 ván hệ Thụy Sĩ                        |
| 2017 | Hà Nội          | Trần Tuấn Minh (Hà Nội)                   | Hoàng Thị Bảo Trâm (TP Hồ Chí Minh) (4)   | 11 ván hệ Thụy Sĩ                       |
| 2018 | TP Hồ Chí Minh  | Trần Tuấn Minh (Hà Nội) (2)               | Hoàng Thị Bảo Trâm (TP Hồ Chí Minh) (5)   | 9 ván hệ Thụy Sĩ                        |
| 2019 | Bắc Giang       | Nguyễn Anh Khôi (TP Hồ Chí Minh) (2)      | Phạm Lê Thảo Nguyên (Cần Thơ) (3)         | 9 ván hệ Thụy Sĩ                        |
| 2020 | Hà Nội          | Lê Tuấn Minh (Hà Nội)                     | Lương Phương Hạnh (Bình Dương)            | 9 ván hệ Thụy Sĩ                        |
| 2021 | TP Hồ Chí Minh  | Trần Tuấn Minh (Hà Nội) (3)               | Phạm Lê Thảo Nguyên (Cần Thơ) (4)         | 9 ván hệ Thụy Sĩ                        |
| 2022 | Bắc Giang       | Trần Tuấn Minh (Hà Nội) (4)               | Võ Thị Kim Phụng (Bắc Giang)              | 9 ván hệ Thụy Sĩ                        |
| 2023 | Bà Rịa Vũng Tàu | Trần Tuấn Minh (Hà Nội) (5)               | Võ Thị Kim Phụng (Bà Rịa Vũng Tàu) (2)    | 9 ván hệ Thụy Sĩ                        |
| 2024 | Hà Nội          | Bành Gia Huy (Hà Nội)                     | Bạch Ngọc Thùy Dương (TP Hồ Chí Minh)     | 9 ván hệ Thụy Sĩ                        |